# Шустрая (фильм, 1993, Великобритания)
«Шустрая» (англ. The Snapper) — ирландская телевизионная комедия 1993 года. Экранизация одноимённого романа ирландского писателя Родди Дойла, который также написал сценарий для фильма. В этом фильме фамилия семьи была изменена с Рэббитт на Кёрли, поскольку право на использование этой фамилии принадлежало компании 20th Century Fox, которая в 1991 году выпустила фильм «Группа „Коммитментс“» по другому роману Дойла и с теми же персонажами.

## Сюжет
Двадцатилетняя Шэрон Кёрли забеременела от друга своего отца, но не хочет назвать своей семье имя отца ребёнка. Она решает рожать и вся семья, в конце концов, поддерживает её в этом решении. Шэрон придумывает историю об испанском моряке, который якобы является отцом её ребёнка, однако весь город подозревает правду.

## В ролях
- Кольм Мини — Деззи Кёрли
- Тина Келлегер — Шэрон Кёрли
- Рут Маккейб — Кэй Кёрли
- Ианна Маклайам — Крейг Кёрли
- Питер Роуен — Сонни Кёрли
- Джоанн Джеррард — Лиза Кёрли
- Кольм О’Бирн — Даррен Кёрли
- Киара Даффи — Кимберли Кёрли
- Пэт Лэффан — Джордж Бёрджесс

## Награды и номинации
- BAFTA (1994)
Лучший монтаж
Лучший звук
Лучший драматический телефильм (номинация)

- «Гойя» (1995)
Лучший европейский фильм

- «Золотой глобус» (1994)
Лучший актёр в комедии или музыкальном фильме — Кольм Мини (номинация)

- «Сезар» (1994)
Лучший иностранный фильм (номинация)